# Under the Sign of the Black Mark
Under the Sign of the Black Mark — третий студийный альбом шведской экстремальной метал-группы Bathory, выпущенный 11 мая 1987 года на лейбле Under One Flag в Великобритании и New Renaissance в США. Релиз считается первым альбомом современного скандинавского блэк-метала и стал ключевым в развитии жанра, а также оказал большое влияние на норвежскую блэк-метал-сцену, возникшую в начале 1990-х годов.

## Об альбоме
Куортон пишет: «Иногда у меня возникало ощущение, что мы играем определённые треки слишком быстро. Скорость ради скорости — вот что это было. Эффект и качество некоторых песен были принесены в жертву скорости».

## Отзывы критиков и влияние
Эдуардо Ривадавия из AllMusic пишет, что Under the Sign of the Black Mark «остаётся кульминацией карьеры Bathory и важнейшим альбомом для всех любителей экстремального метала». Фенриз из Darkthrone назвал его «квинтэссенцией блэк-метала». При написании Panzerfaust он вдохновлялся, в частности, этим альбомом.
О влиянии альбома Даниэль Экерот, автор книги «Шведский дэт-метал», в интервью журналу Decibel в 2012 году сказал: «Даже по стандартам Bathory это был шедевр, наравне с Bonded by Blood и Reign in Blood. Песни были доведены до совершенства, а звучание стало ещё более атмосферным и жутким, чем прежде. Bathory стали самой экстремальной и одной из лучших металлических групп».
В 2004 журнал Hard Rock Magazine включил Under the Sign of the Black Mark в число 130 легендарных альбомов, которые «должны быть у любого уважающего себя металлиста». В 2017 году Rolling Stone поместил альбом на 81-е место в списке «100 величайших метал-альбомов всех времён». Канадский журналист и критик Мартин Попофф в своей книге «500 лучших хэви-метал-альбомов за всё время» поставил Under the Sign of the Black Mark на 214 место, отметив, что Куортон создаёт «невероятно холодную и мрачную подземную атмосферу».

## Список композиций
| №  | Название                | Длительность |
| -- | ----------------------- | ------------ |
| 1. | «Nocternal Obeisance»   | 1:28         |
| 2. | «Massacre»              | 2:38         |
| 3. | «Woman of Dark Desires» | 4:06         |
| 4. | «Call from the Grave»   | 4:53         |
| 5. | «Equimanthorn»          | 3:41         |

| №                   | Название                      | Длительность |
| ------------------- | ----------------------------- | ------------ |
| 6.                  | «Enter the Eternal Fire»      | 6:57         |
| 7.                  | «Chariots of Fire»            | 2:46         |
| 8.                  | «13 Candles»                  | 5:17         |
| 9.                  | «Of Doom……»                   | 4:09         |
| 10.                 | «The Winds of Mayhem (Outro)» | 0:25         |
| Общая длительность: | Общая длительность:           | 35:55        |

## Участники записи

### Bathory
- Куортон — гитара, бас-гитара, вокал, синтезатор, продюсирование, микширование, дизайн обложки
- Пауль «Pålle» Лундбург — ударные
- Кристер Сандстрем — бас-гитара

### Технический персонал
- Бёрье Форсберг — продюсирование, микширование, звукорежиссёр